# Редоєшть-Вале
Редоєшть-Вале, Редоєшті-Вале (рум. Rădoiești-Vale) — село у повіті Телеорман в Румунії. Адміністративний центр комуни Редоєшть.
Село розташоване на відстані 82 км на південний захід від Бухареста, 24 км на північний захід від Александрії, 108 км на схід від Крайови.

## Населення
За даними перепису населення 2002 року у селі проживали 782 особи, усі — румуни. Усі жителі села рідною мовою назвали румунську.